# Andski kondor
Andski kondor (znanstveno ime Vultur gryphus) je južnoameriška ptica iz družine jastrebov Novega sveta (Cathartidae) in edini predstavnik svojega rodu. Ima tudi severnoameriško različico (podvsto) kalifornijski kondor. Živi v Andih in sosednjih pacifiških obalah zahodne Južne Amerike. Andski kondor je največja leteča ptica na svetu s kombiniranim merjenjem teže in razpona kril. Ima največji razpon kril 3,3 m, in ga presegajo samo krila štirih morskih in vodnih ptic - največ 3,5 m imajo klateški albatros (Diomedea exulans), kraljevi albatros (Diomedea epomophora), rožnati pelikan (Pelecanus onocrotalus) in kodrasti pelikan (Pelecanus crispus).
Gre za velikega črnega jastreba z belim perjem, ki obdaja vratno podlago in še posebej pri samcih, velikimi belimi madeži na krilih. Glava in vrat sta skoraj brez perja in sta medle rdeče barve, ki lahko spremeni barvo kot odziv na čustveno stanje ptice. Pri samcu je na vratu velik podbradek in velik, temno rdeč greben ali krošnja na kroni glave. Za razliko od večine ptic roparic, je samec večji od samice.
Kondor je predvsem čistilec, ki se prehranjuje z mrhovino, najraje z velikimi trupli, kot so jelenjad ali govedo. Spolno dozori v starosti pet ali šest let in gnezdi na višinah do 5000 m, običajno na nedostopnih stenah. Samica znese eno ali dve jajci. Je ena od najdalj živečih ptic na svetu, v nekaterih primerih je življenjska doba več kot 70 let.
Andski kondor je narodni simbol Argentine, Bolivije, Čila, Kolumbije, Ekvadorja in Peruja ter igra pomembno vlogo v folklori in mitologiji Andskih regij. IUCN meni, da je andski kondor potencialno ogrožena vrsta. Ogroža ga izguba habitata in sekundarna zastrupitev zaradi trupel, ki so jih ubili lovci. Programi vzreje so bili uvedeni v več državah.

## Taksonomija in sistematika
Andskega kondorja je opisal švedski znanstvenik Carl Linnaeus leta 1758 v deseti izdaji njegovega Systema naturae in ohranja svoje prvotno dvočlensko poimenovanje Vultur gryphus. Včasih ga imenujejo tudi argentinski kondor, bolivijski kondor, čilski kondor, kolumbijski kondor, ekvadorski kondor ali perujski kondor po eni od držav, kjer živi. Generični izraz Vultur je neposredno vzet iz latinskega vultura ali voltur, kar pomeni 'mrhovinar' ali 'jastreb'. Njegov poseben vzdevek izhaja iz grške besede γρυπός (grupós, 'zakrivljen kljun'). Beseda condor je izpeljana iz kečuanščine kuntur.
Natančna taksonomska postavitev andskega kondorja in preostalih šest vrst jastrebov Novega sveta ostaja nejasna. Čeprav so podobni po videzu in imajo podobne ekološke vloge, so se v Novem svetu in Starem svetu razvili iz različnih prednikov v različnih delih sveta in niso tesno povezani. Kako različni sta družini je predmet razprave, nekateri zgodnejši avtorji pa predlagajo, da so tisti iz Novega sveta bolj povezani s štorkljami. Novejše klasifikacije ohranjajo njihovo mesto v redu Sokoli skupaj z jastrebi Starega sveta, ali pa jih postavijo v svoj red, Cathartiformes. Južnoameriški klasifikacijski odbor je odstranil novosvetne jastrebe iz štorkelj (Ciconiiformes) in jih nato opisal kot incertae sedis, vendar ugotavlja, da je možen prehod na Falconiformes ali Cathartiformes.
Andski kondor je edina sprejeta živeča vrsta svojega rodu, Vultur. Za razliko od kalifornijskega kondorja (Gymnogyps californianus), ki je znan iz obsežnih fosilnih ostankov in nekaterih dodatnih sorodnikov, je fosilni zapis andskega kondorja, ki je bil do sedaj odkrit, pičel. Predpostavljene plio-pleistocenske vrste južnoameriških kondorjev so bile kasneje priznane, da se ne razlikujejo od sedanje vrste, čeprav je bilo znanih le nekaj malih kosti, ki so jih našli v pliocenskih sedimentih departmaja Tarija v Boliviji, morda manjši palaeosubspecies, V. gryphus patruus. 

## Opis
Čeprav je v povprečju približno sedem do osem centimetrov krajši od kljuna do repa kot kalifornijski kondor, je Andski kondor večji v razponu kril, ki segajo od 270 do 320 cm. Prav tako je po navadi težji in sicer tehta samec od 11 do 15 kg in samica od 8 do 11 kg. Skupna dolžina se lahko giblje od 100 do 130 cm. Med standardnimi meritvami je krilo veliko 75,7–85,2 cm, rep 33–38 cm in gleženj 11,5–12,5 cm. Meritve se običajno vzamejo pri osebkih, vzrejenih v ujetništvu. Povprečna teža je 11,3 kg, pri čemer so samci težki povprečno približno 12 kg, samice pa kilogram manj to je 10,1 kg. V skladu z nedavno objavljenim priročnikom o ptičji telesni masi je vrsta poprečno najtežja kot katera koli živa leteča ptica ali žival, pred tekmovalci, kot so trompetni labodi (Cygnus buccinator) in kodrasti pelikani (Pelecanus crispus). Nekateri drugi viri navajajo poprečno maso 10,3 kg za andskega kondorja. Andski kondor je največja živa kopenska ptica, sposobna letenja. Povprečen razpon kril je okoli 283 cm, krila pa imajo največjo površino (merjeno v kvadratnih centimetrih) kot katera koli obstoječa ptica. Med vrstami živih ptic imajo le klateški albatros (Diomedea exulans), kraljevi albatros (Diomedea epomophora), rožnati pelikan (Pelecanus onocrotalus) in kodrasti pelikan (Pelecanus crispus) večji razpon kril.
Perje odraslega je enotno črno, z izjemo belega perja blizu podnožja vratu, še posebej pri samcih, velike zaplate ali pasovi belega na krilih, ki se ne pojavijo do zaključka prve ptičje levitve. Glava in vrat sta rdeča do črno-rdeča in imata malo perja. Glava in vrat ptice  skrbno čistijo, njihova plešavost pa je prilagoditev za higieno, kar omogoča koži izpostavljenost sterilizacijskim učinkom dehidracije in ultravijolične svetlobe na velikih višinah. Krona glave je sploščena. Pri samcih je glava okronana s temno rdečim grebenom, medtem ko se koža njegovega vratu oblikuje v podbradek. Koža glave in vrat lahko močno pordita kot odziv na čustveno stanje, ki služi komunikaciji med osebki. Mladoletniki imajo sivkasto rjavo splošno obarvanost, črno glavo in vratno kožo ter rjavo kožico.
Srednji prst je močno podaljšan, zadnja pa je le rahlo razvit, medtem ko so kremplji vseh prstov relativno ravni in neostri. Noge so tako bolj prilagojene hoji in manj uporabne kot orožje ali organi prijemanja kot pri ptičjih plenilcih in jastrebih Starega sveta. Kljun je zakrivljen in prilagojen za trganje mesa. Šarenica samca je rjava, medtem ko je samičina temno rdeča.  Veke nimajo trepalnic. V nasprotju z običajnim pravilom za spolni dimorfizem je samec večji od samice.

## Razprostranjenost in habitat
Andskega kondorja najdemo v Južni Ameriki v Andih, vključno z gorovjem Santa Marta. Na severu se območje začne v Venezueli in Kolumbiji, kjer je zelo redek, nato pa se nadaljuje proti jugu vzdolž Andov v Ekvador, Peru in Čile preko Bolivije in zahodne Argentine do Ognjene zemlje. V zgodnjem 19. stoletju je bil razširjen od zahodne Venezuele do Ognjene zemlje, vzdolž celotne verige Andov, vendar se je njegov obseg močno zmanjšal zaradi človeške dejavnosti. Njegov življenjski prostor je večinoma sestavljen iz odprtih travišč in alpskih območij do višine 5000 m. Prednostna so relativno odprta, ne gozdna območja, ki mu omogočajo, da odkrije mrhovino iz zraka, kot so páramo ali skalnata, gorata območja na splošno. Občasno se približa nižinski pokrajini v vzhodni Boliviji in jugozahodni Braziliji in se spušča na nižinska območja puščave v Čilu in Peruju ter nad gozdove južne bukve v Patagoniji.

## Ekologija in vedenje
Kondor lebdi z vodoravnimi krili in primarna peresa upogne navzgor. Pomanjkanje velike prsnice za sidranje ustreznih velikih letalnih mišic nadomesti z lebdenjem. S krili zamahuje, ko se dvigne od tal, vendar po dosegu primerne nadmorske višine lebdi, pri čemer se zanaša na termiko, da ostane na višini. Charles Darwin je komentiral, da jih je gledal pol ure, ne da bi enkrat zamahnili s svojimi krili. Gnezdi raje na visokih mestih, od koder se lahko požene brez večjih zamahov s krili. Andski kondorji se pogosto pojavljajo blizu skalnih sten, kjer uporabljajo termiko, ki jim pomaga pri vzponu v zraku.
Tako kot drugi jastrebi Novega sveta, ima andski kondor nenavadno navado urohidroze: pogosto izprazni svojo [[kloaka|kloako] po nogah. Vzrok za takšno vedenje naj bi bil hladilni učinek z izhlapevanjem, vendar nima nobenega smisla v hladnem andskem habitatu. Zaradi te navade so njihove noge pogosto obrobljene z belim slojem sečne kisline.
V velikih skupinah kondorjev obstaja dobro razvita družbena struktura, s konkurenco za določitev hierarhije s telesnim jezikom, konkurenčnim obnašanjem in oglašanjem. Na splošno so zreli samci po navadi na vrhu hierarhije, nezreli samci pa pri dnu.

### Vzreja
Spolna zrelost in razmnoževanje se ne pojavita dokler ptica ni stara pet ali šest let. Lahko živi do 50 let ali več in je partner vse življenje. Med dvorjenjem se koža samca na vratu spremeni, prehaja od dolgočasno rdeče do svetlo rumene in se napihne. Pristopi k samici z iztegnjenim vratom, ki razkrije napihnjen vrat in prsni koš, hkrati sika, nato razširi svoja krila in stoji pokončno, medtem ko klika z jezikom. Drugi rituali dvorjenja so šopirjenje in kokodakanje, medtem ko maha s krili in pleše. Gnezdo, ki je sestavljeno iz nekaj palic okoli jajc, naredi na nedostopnih kamnitih stenah. Na obalnih območjih Peruja, kjer je malo pečin, nekateri gnezdijo preprosto na manjših poličkah, pod balvani na pobočjih. V mesecu februarju in marcu vsako drugo leto samica znese eno ali dve modrikasto beli jajci, ki tehtajo približno 280 g in imajo obseg 75 do 100 mm. Mladiči se izvalijo po 54 do 58 dneh inkubacije obeh staršev. Če je piščanec ali jajce izgubljeno ali odstranjeno, na njegovo mesto položi drugo jajce. Raziskovalci in rejci izkoristijo to vedenje, da podvojijo reproduktivno stopnjo, tako da odvzamejo prvo jajce, kar povzroča, da samica izleže drugo jajce, ki ga vali do konca.
Mladi so pokriti s sivkastim puhom, dokler niso skoraj tako veliki kot njihovi starši. Lahko letijo po šestih mesecih, vendar še naprej živijo in lovijo s svojimi starši do drugega leta starosti, ko jih preženejo v novo leglo. Zdravi odrasli osebki nimajo naravnih plenilcev, vendar lahko velike ptice in sesalci, kot so lisice, kradejo jajca ali mladiče. Plenilstvo je relativno neobičajno, saj previdni starši pogosto agresivno napadajo ptičje plenilce, ki se približujejo, pa tudi prepadne skale večine gnezd so težko dostopne sesalcem.

### Hranjenje
Andski kondor je mrhovinar, ki se večinoma prehranjuje z mesom mrtvih živali. Divji kondorji naseljujejo velika ozemlja in pogosto potujejo več kot 200 km na dan v iskanju mrhovine. Na celinskih območjih imajo raje velika trupla. Seveda se hranijo na truplih, ki so na voljo, med njimi so lame (Lama glama), alpake (Vicugna pacos), nanduji (Rhea ssp.), gvanaki (Lama guanicoe), jelenjad in pasavci. Divji posamezniki lahko pridobijo dodatne karotenoide iz rastlinske snovi, ki jih vsebujejo notranji organi in sveža vegetacija. Vendar pa večina kondorjev zdaj živi pretežno od domačih živali, ki so zdaj bolj razširjene v Južni Ameriki, kot so govedo (Bos primigenius taurus), konji (Equus ferus caballus), osli (Equus africanus a sinus), mule, ovce (Ovis aries), prašiči (Sus scrofa domesticus), koze (Capra aegagrus hircus) in psi (Canis lupus familiaris). Prav tako se hranijo na trupih drugih vrst divjadi, kot so divji merjasci (Sus scrofa), kunci (Oryctolagus cuniculus), lisice (Vulpes vulpes) in rdeči jeleni (Cervus elaphus). Za kondorje, ki živijo ob obali, je prehrana sestavljena predvsem iz trupel morskih sesalcev, večinoma kitov. Prav tako bodo napadli gnezda manjših ptic, da bi se hranili z jajci. Andske kondorje so opazili, da so lovili majhne žive živali, kot so glodavci, ptice in kunci, ki jih (zaradi pomanjkanja močnih stopal ali razvite tehnike lova) običajno ubijejo s ponavljajočim se zabadanjem s svojim kljunom.
Obalna območja nudijo stalno oskrbo s hrano, na nekaterih območjih pa nekateri andski kondorji omejujejo območje hranjenja na več kilometrov plaž. Najdejo mrhovino tako da jo opazijo ali sledijo drugim mrhovinarjem, kot so vrani ali drugi jastrebi. Lahko sledijo mrhovinarjem iz rodu Cathartes – puranjim jastrebom (C. aura), manjšim rumenoglavim jastrebom (C. burrovianus) in večjemu rumenoglavemu jastrebu (C. melambrotus). Jastrebi Cathartes se orientirajo po vonju, odkrivajo vonj etantiola, plina, ki se sprošča ob začetku razpadanja mrtvih živali. Ti manjši mrhovinarji ne morejo raztrgati močnih kož teh večjih živali, zato je njihovo medsebojno delovanje pogosto primer medsebojne odvisnosti med vrstami. Črni jastrebi (Coragyps atratus), kraljevi jastrebi (Sarcoramphus papa) in celo sesalci lahko včasih spremljajo jastrebe do trupla, vendar je kondor vedno prevladujoč med čistilci po rangu . Andski kondorji so občasni jedci v divjini, pogosto so nekaj dni brez hrane, nato požro več kilogramov hkrati, včasih do točke, ko se ne morejo dvigniti tal. Ker noge in kremplji niso prilagojeni za držanje, se mora hraniti na tleh. Tako kot drugi mrhovinarji, igrajo pomembno vlogo v ekosistemu z odstranjevanjem mrhovine, ki bi sicer bila gojišče bolezni.

### Dolgoživost
Andski kondor je dolgoživa ptica. Ni znano, da je bila stopnja dolgoživosti in umrljivosti v naravi podrobno raziskana. Nekatere ocene življenjske dobe divjih ptic so presegle 50 let. Leta 1983 je Guinnessova knjiga svetovnih rekordov ocenila, da je najdalj živeča ptica od vseh vrst s potrjeno življenjsko dobo Andski kondor, ki je poginila po 72 letih preživetja v ujetništvu, ki so jo ujeli iz divjine kot mladiča nedoločene starosti. Poročali so, da več vrst papiga živi več kot 100 let, vendar to (vsaj leta 1983) ni bilo potrjeno. Še en primer kondorja, ki je bil v ujetništvu, naj bi živel 71 let. Vendar je te življenjsko dobo presegel samec imenovan »Thaao«, ki je živel v Konektikatu v živalsekm vrtu Beardsley. Thaao se je izlegel v ujetništvu leta 1930 in poginil 26. januarja 2010, star 79 let. To bi bila najvišja preverjena starost, ki je bila kdaj poznana za ptice.

### Status zaščite
IUCN meni, da je Andski kondor potencialno ogrožena vrsta. Prvič je bil na seznamu ogroženih vrst Združenih držav Amerike leta 1970, status, ki je dodeljen živalim, ki jim grozi izumrtje v celotnem obsegu ali večji del njenega območja. Grožnje so izguba življenjskega prostora, potrebnega za prehrano, sekundarna zastrupitev z živalmi, ki so jih lovili lovci in preganjanje. Ogrožen je predvsem na severnem območju in je v Venezueli in Kolumbiji izjemno redek. Ker je prilagojen na zelo nizko smrtnost in ima ustrezno nizko reproduktivno stopnjo, je zelo občutljiv za človeško preganjanje, ki večinoma izhaja iz dejstva, da ga zaradi domnevnih napadov na živino dojemajo kot grožnjo kmetov. Za izničenje tega napačnega prepričanja so izvajalci pripravili programe izobraževanja. V Argentini, Venezueli in Kolumbiji so bili uvedeni programi ponovnega naseljevanja z uporabo andskih kondorjev iz ujetništva. Leta 1989 so bili v divjino spuščeni prvi. Pri vzreji kondorjev je človeški stik minimalen; piščance se hrani z orokavičenimi lutkami, ki so podobne odraslim andskim kondorjem, da bi piščancem preprečili vtis na človeka, kar bi ogrozilo izpustitev, ker ne bi bili previdni. Kondorji se tri mesece pred spuščanjem hrani z viri, podobnimi tistemu, kamor bodo sproščene. Izpuščene kondorje sledijo sateliti, da bi opazovali njihovo gibanje in spremljali, ali so še vedno živi.
Junija 2014 so lokalni organi regije Ancasmarca rešili dva andska kondorja, ki sta bila v kletki in prikazana na lokalnem trgu kot privlačnost za turiste.